# 미야가와 사토시
미야가와 사토시(일본어: 宮川 悟, 1977년 3월 24일 ~ )는 일본의 전 축구 선수이다.

## 구단 경력
과거 사간 도스에서 활동하였다.